# Otfrid von Weißenburg
Otfrid von Weißenburg (790 körül – 875) az első név szerint ismert ófelnémet nyelvű író. A fordításaiban használt rajnai frank nyelvjárási jellegzetességei alapján valószínűleg a mai pfalzi régió déli szegletéből származhatott. Iskolai képzésének és későbbi tevékenységének meghatározó helye Weißenburg, a mai Wissembourg volt, ami a mai Elzász és Pfalz határán található.

## Élete
Otfrid szerzetesként, teológusként és íróként is jelentős személyiség volt a Frank Birodalom keleti utódállamaként akkor formálódó Német-Római Birodalomban, Német Lajos uralkodása idején. Otfrid már gyerekként is élénk érdeklődést mutatott az egyház iránt és mint puer oblatus – lat. „Istenfélő gyermek“ még igen fiatalon a weißenburgi kolostorba került. 830 körül tanulmányai folytatására a fuldai kolostorba küldték, ahol kora egyik legkiválóbb tudósa Hrabanus Maurus lett a tanára, ekkor szentelték pappá is. Otfrid később valószínűleg a király udvari kápolnájába került, de 849 ismét Weißenburgban élt és dolgozott mint könyvtáros, írnok, nyelvtudós.

## Művei
Otfrid készített egy biblia-eposzt "Liber evangeliorum" címen, méghozzá egyedülálló módon ófelnémet nyelven, ill. az ófelnémet helyi változatán rajnai frank nyelven. Az eposz öt könyvre, azon belül pedig 140 fejezetre tagolódik és összesen 7104 sort tartalmaz. Az evangéliumot összegző költemény összesen négy példányban maradt az utókorra, a heidelbergi kézriat (Cod. pal. lat. 52) végén még az ún György-dal is feljegyzésre került. Otfrid evangéliumharmóniája egy a négy evangéliumból készült összefoglalás, és újításként már nem a régi germán alliterációt használta a fontos szavak összekapcsolására, hanem a sorvégeket átfogó rímet.